# Kärlek är inget spel
Kärlek är inget spel är ett studioalbum från 2006 av Drifters.

## Låtlista
1. Kärlek är inget spel (Björn Alriksson, Ann Persson)
2. Om du ringer till mig (Thomas G:son)
3. Förgät mig ej  (Paul Evans, Al Byron, Alf Robertson)
4. Jag ville ta ner stjärnorna (Nick Borgen)
5. I Only Wanna be with You  (Mike Hawker, Ivor Raymonde)
6. För alltid (Erica Sjöström, Kent Liljefjäll, Roberto Mårdstam)
7. Komma hem (Björn Alriksson, Ann Persson)
8. När du ser på mig (Billy Heil)
9. Allt vi har e' varann (Henrik Sethsson)
10. Tell Him  (Bert Russell)
11. Förälskad, förlorad (Björn Alriksson, Ann Persson)
12. Har du glömt (Ulf Georgsson, Stefan Brunzell)
13. Crying (Roy Orbison, Joe Melson)

### Fotnoter
1. ↑  ”Kärlek är inget spel”. Kristianstadsbladet. 3 mars 2006. Arkiverad från originalet den 19 oktober 2014. https://web.archive.org/web/20141019085355/http://www.kristianstadsbladet.se/noje/skivrecensioner/article1074007/Slaumltstruken-bruksmusik.html. Läst 12 oktober 2014.
2. ↑  ”Kärlek är inget spel”. Svensk mediedatabas. 26 februari 2006. http://smdb.kb.se/catalog/id/002018626. Läst 12 oktober 2014.